# Santa Eugènia de Saus
Santa Eugènia de Saus és una església de Saus, Camallera i Llampaies (Alt Empordà) declarada bé cultural d'interès nacional. Està situada dins del nucli urbà de la població de Saus, a la part nord - est del terme, dalt d'un pujol elevat que domina tota la xarxa urbana.

## Descripció
És un edifici d'una sola nau amb absis semicircular orientat a llevant i coberta amb volta de canó apuntada, la de l'absis, més petita, és de quart d'esfera ametllada. Aquest espai es comunica amb la nau mitjançant un doble plec apuntat, en gradació. Hi ha una cornisa que ressegueix els murs de la nau i l'absis, a nivell de l'arrencada de la volta, i fa d'imposta de l'arc doble apuntat. Aquesta cornisa també s'observa perfectament a les façanes laterals exteriors i a l'absis.

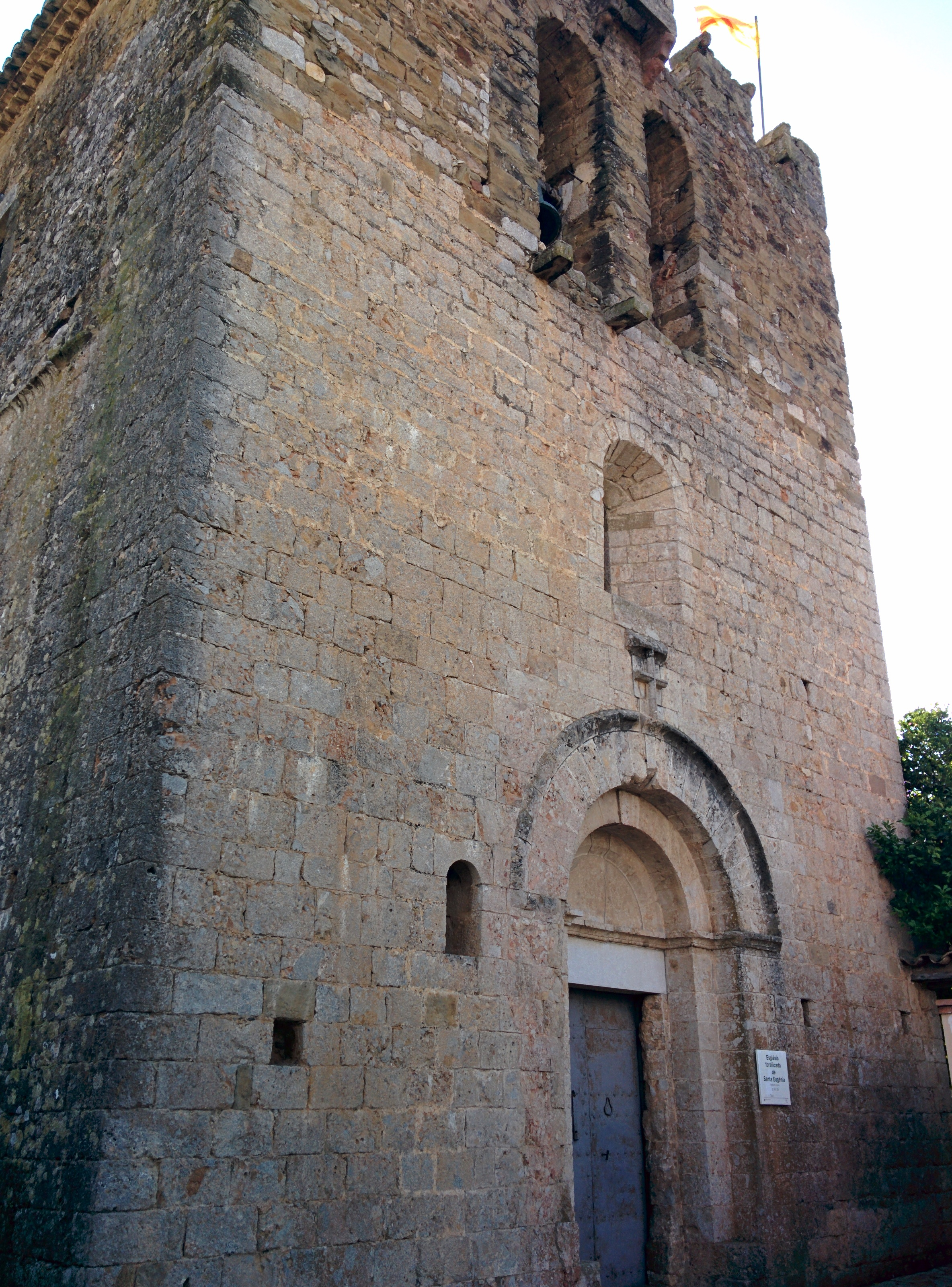

Les finestres són de doble esqueixada i arc de mig punt, la de la façana principal de grans dimensions. N'hi ha una altra a l'extrem de llevant del mur sud i l'última obertura és a la part superior de l'arc presbiteral, al mur de capçalera de la nau, tot i que no es veu des de l'exterior. Cal destacar l'absència d'obertures a l'absis. Al mur de ponent hi ha la portada d'entrada centrada. Està formada per dos arcs de mig punt adovellats en gradació, envoltats per un guardapols que alhora crea les impostes dels arcs i delimita la llinda del timpà, ambdós llisos. A la part superior, una creu llatina en relleu corona la portalada. A l'esquerra del portal hi ha una fornícula de mig punt, que presenta una làpida del segle xiii a l'interior. La façana és coronada amb un campanar d'espadanya de dos ulls, el qual queda integrat dins la fortificació que es construí a la part superior del temple, coronant la façana amb diversos merlets rectangulars i un matacà en bones condicions al mig. La resta de l'obra de fortificació presenta alts murs farcits d'espitlleres a la nau i un nivell més alt a l'absis, a manera de torre semicircular de defensa. A la cantonada sud - est de l'absis hi ha un altre matacà ben conservat.
Adossada a l'angle nord - est del temple hi ha una sagristia del segle xviii.
L'obra original és bastida amb carreus de pedra perfectament escairats, en canvi, la fortificació està feta de pedra sense treballar, amb algun carreu escairat.
L'església segueix un estil romànic de cronologia tardana, el cor als peus de la nau fou bastit el segle xvi, en el moment del canvi de litúrgia propugnada pel concili de Trento, és una tribuna coberta amb volta de creueria rebaixada.

## Història

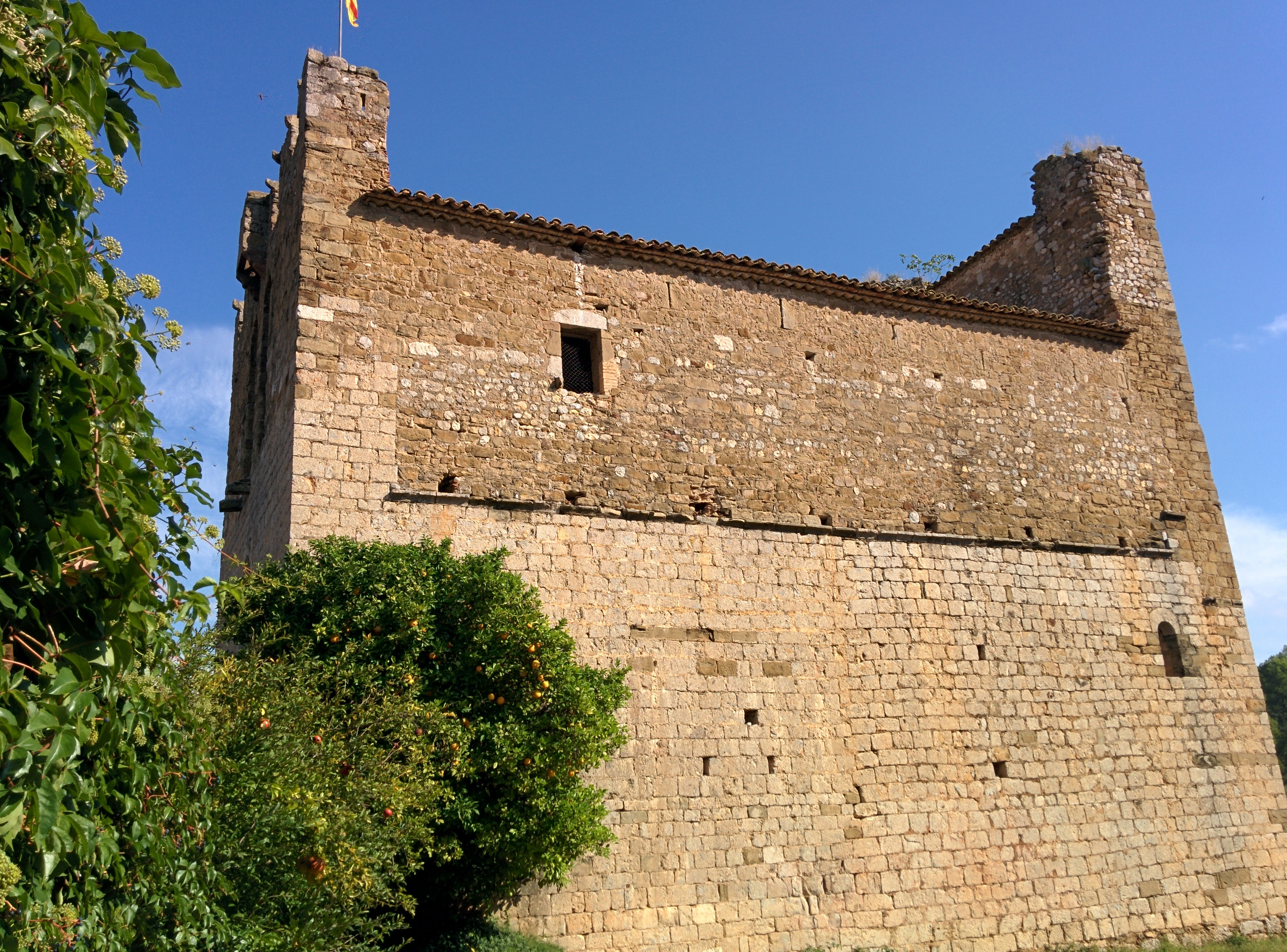

L'església va ser bastida al final del segle xii o al principi del XIII, i va ser fortificada posteriorment, vers els segles XIV o al XV, adquirint un aspecte exterior de petita fortalesa.
Presenta una làpida sepulcral a la fornícula de la façana principal, datada l'any 1257, encara que la primera vegada que es troba mencionada en les fonts documentals escrites és a les Rationes decimarum de l'any 1279, i com a parròquia als nomenclàtors del segle xiv i posteriors.
Les diferències en l'aparell exterior fan clarament visibles les diverses etapes constructives. Posteriorment, al segle xviii, s'hi adossà al mur de tramuntana una petita sagristia.
Durant els anys 1981 i el 1982, el Departament de Cultura de la Generalitat de Catalunya, juntament amb la Diputació de Girona, van endegar un projecte de restauració que consistí en la reconstrucció de la coberta de l'església. L'obra va ser dirigida per l'arquitecte Joan Maria de Ribot i de Balle, juntament amb l'arquitecte Josep Simon i Motjé. L'obra va ser duta a terme pel constructor Jordi Ribes i Ordeix, de Saus.